# МАЗ-101
МАЗ-101 — городской автобус, выпускавшийся Минским автомобильным заводом с 1993 года по 1998 год.

## История

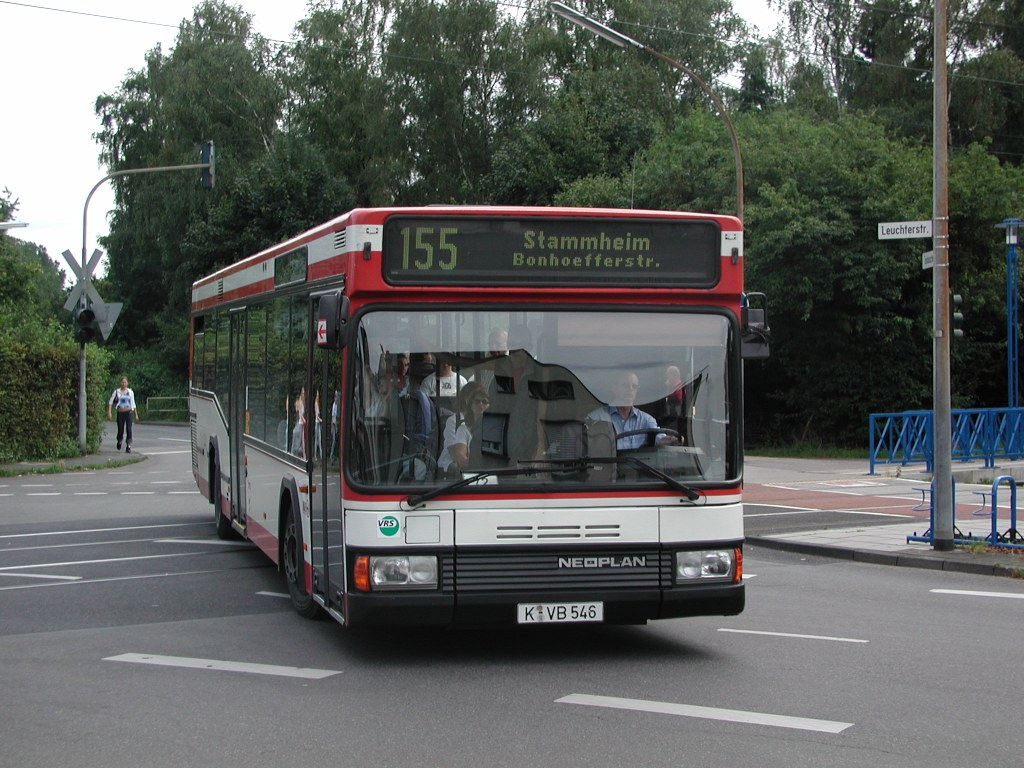
Автобус модели Neoplan-N4014 в Германии

В 1992 году Минский автомобильный завод подписал лицензионный договор с немецкой фирмой Neoplan на производство модели Neoplan N4014. Были собраны первые четыре автобуса из немецких комплектующих, получившие название «МАЗ-101». Автобусы новой модели могли перевозить сто пассажиров, а в салоне размещалось 24 сидячих места. Но первые же испытания в рабочих условиях показали, что подвеска не адаптирована под белорусские дороги, а немецкая конструкция плохо воспринимает перегрузки. Также стало известно о недостаточной работоспособности электромеханических дверей данной модели.
В результате началась переработка автобуса с сохранением внешних черт предыдущего автобуса. В 1993 году появилась обновлённая модель автобуса МАЗ-101, в которой импортные части были заменены на отечественные: узлы, агрегаты, двигатель, рулевое управление и подвеска. Первоначально автобус оснащался рядным шестицилиндровым дизелем MAN мощностью 230 л. с., а после доработки конструкции стала возможна установка двигателей ЯМЗ или ММЗ. Возросла прочность конструкции, увеличился дорожный просвет. Обновлённый МАЗ-101 отличался также компоновкой, имел изменённые свесы, планировку салона, панель приборов и т. д. Старые двери были заменены новыми с пневматическим механизмом открывания и закрывания. Появилась также возможность комплектовать автобусы другими дизельными двигателями — французскими Renault, российскими ЯМЗ и белорусскими ММЗ. Всего с 1993 по 1998 годы был построен 41 автобус МАЗ-101. Основная их масса эксплуатировалась в Минске до конца 2000-х годов.
В 1998 году два автобуса МАЗ-101 были переделаны в учебные. В кабине добавили ещё одно кресло и комплект педалей.
Преемником МАЗ-101 стала модель МАЗ-103 — автобус, созданный полностью из отечественных комплектующих с адаптацией конструкции кузова и шасси к местным условиям.
Последний  рабочий  автобус  эксплуатировался в Поставах был списан в 2019 году